# Estigmene trivitta
Estigmene trivitta là một loài bướm đêm thuộc phân họ Arctiinae, họ Erebidae.